# Добриново (област Бургас)
Вижте пояснителната страница за други значения на Добриново.
За другото българско село с име Добриново вижте Добриново (Област Кърджали). 
Добрѝново е село в Югоизточна България, община Карнобат, област Бургас.

## География
Село Добриново се намира на около 46 km западно от центъра на областния град Бургас, около 20 km юг-югозападно от общинския център град Карнобат и около 26 km северозападно от град Средец. Разположено е в източните склонове на Хисаро-Бакаджишкия праг, по полегат склон с преобладаващ наклон на юг, към течащата на около 3 km от селото река с име Малката река, ляв приток на Господаревска река. Надморската височина в центъра на селото е около 198 m.
Общински път води от Добриново на северозапад през село Сан-Стефано до село Железник, а на изток – до село Житосвят и връзка там с третокласния републикански път III-795.
Землището на село Добриново граничи със землищата на: село Смолник на север; село Екзарх Антимово на североизток; село Житосвят на изток; село Правдино на юг; село Първенец на югозапад; село Богорово на запад; село Сан-Стефано на северозапад.
В землището на Добриново има 5 язовира.

## История
След Руско-турската война 1877 – 1878 г., по Берлинския договор 1878 г. селото остава в Източна Румелия; присъединено е към България след Съединението през 1885 г.
През 1934 г. селото с дотогавашно име Хасъ̀ беглѝи е преименувано на Добриново.

## Население
Населението на село Добриново наброява 1336 души при преброяването към 1934 г. и 1369 към 1946 г., намалява до 356 към 1985 г. и 87 (по текущата демографска статистика за населението) към 2021 г.

### Етнически състав
Преброяване на населението през 2011 г.
Численост и дял на етническите групи според преброяването на населението през 2011 г.:
|                     | Численост |
| Общо                | 135       |
| Българи             | 131       |
| Турци               | -         |
| Цигани              | -         |
| Други               | -         |
| Не се самоопределят | -         |
| Неотговорили        | 2         |

## Обществени институции
Село Добриново към 2022 г. е център на кметство Добриново.
В село Добриново към 2022 г. има:
- читалище „Пробуда – 1929 г.“;[9][10]
- православна църква „Свети Димитър“.[11]

## Природни и културни забележителности
На около 2 km южно от Добриново минава в направление запад – изток Еркесията, българско защитно землено укрепление от периода 8 – 10 век.